# Serra Branca (ort)
Serra Branca är en ort i Brasilien.   Den ligger i kommunen Vieirópolis och delstaten Paraíba, i den östra delen av landet, 1 500 km nordost om huvudstaden Brasília. Serra Branca ligger 327 meter över havet och antalet invånare är 8 765.
Terrängen runt Serra Branca är kuperad åt nordväst, men åt sydost är den platt. Serra Branca är det största samhället i trakten.
Omgivningarna runt Serra Branca är huvudsakligen savann. Runt Serra Branca är det ganska glesbefolkat, med 30 invånare per kvadratkilometer.